# South Kingstown
South Kingstown é uma vila localizada no estado americano de Rhode Island, no condado de Washington. Foi fundada em 1657 e incorporada em 1723.

## Geografia
De acordo com o United States Census Bureau, a vila tem uma área de 206,6 km², onde 146,2 km² estão cobertos por terra e 60,4 km² por água.

## Demografia
Segundo o censo nacional de 2010, a sua população é de 30 639 habitantes e sua densidade populacional é de 209,56 hab/km². É a localidade mais populosa e a que, em 10 anos, teve o maior crescimento populacional do condado de Washington. Possui 13 218 residências, que resulta em uma densidade de 90,41 residências/km².